# 飯島延浩

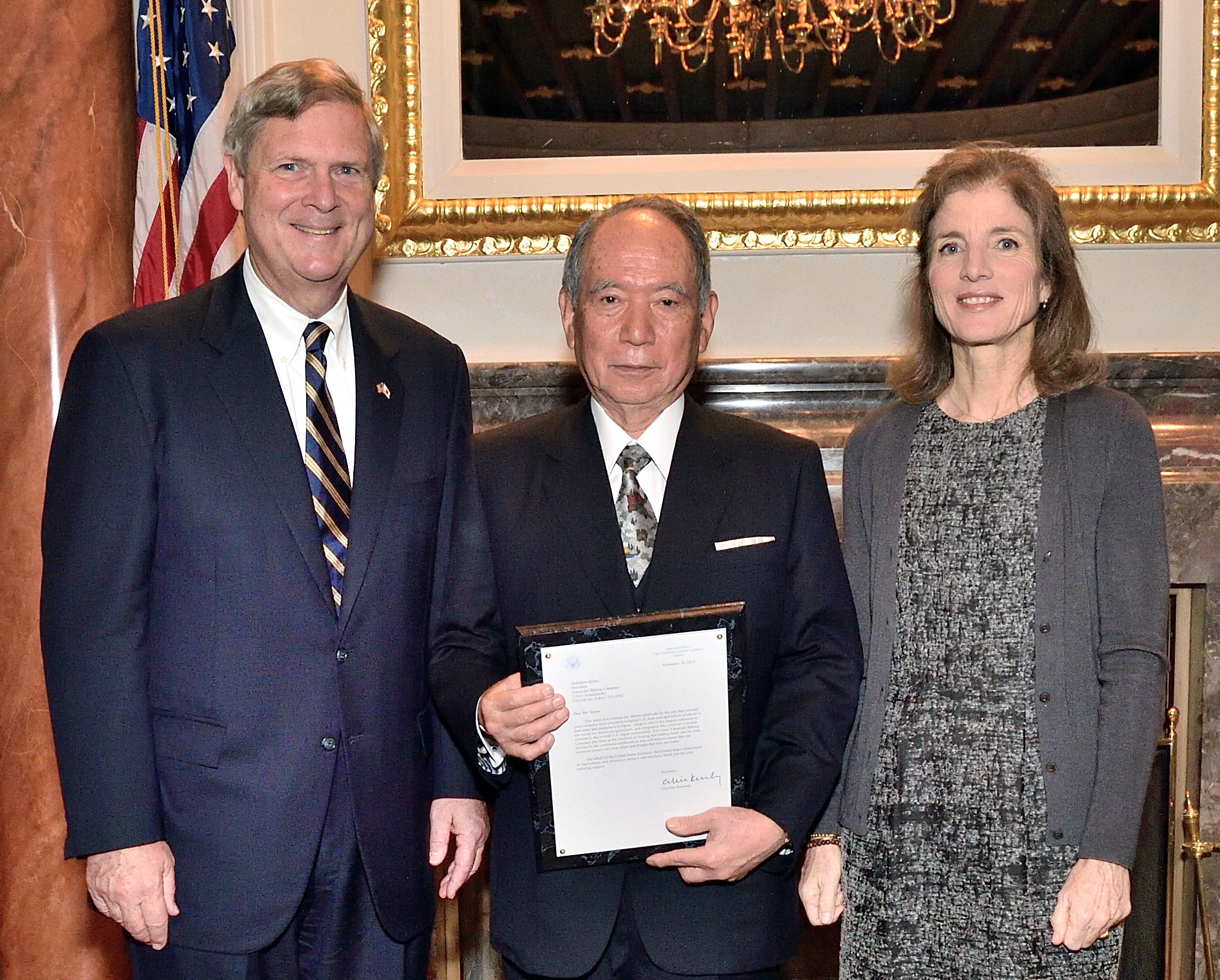
2015年11月20日、アメリカ合衆国農産物貿易の殿堂顕彰式にて
農務長官トマス・ジェイムズ・ヴィルサック（左）、日本駐箚特命全権大使キャロライン・ケネディ（右）と

飯島 延浩（いいじま のぶひろ、1941年7月28日 - ）は、日本の実業家。山崎製パン株式会社代表取締役社長（第3代）として、同社を売上高1,000億円台から、1兆円規模の食品コンツェルンに成長させた。
一般社団法人日本パン工業会会長を20年以上務めているほか、株式会社東ハト代表取締役会長、株式会社不二家取締役相談役、ヤマザキナビスコ株式会社会長、株式会社デイリーヤマザキ会長などを歴任した。

## 来歴
千葉県市川市生まれ。都立両国高校を経て、1964年3月一橋大学経済学部卒業。1964年4月山崎製パンに入社。1966年ボロー・ポリテクニック（現・ロンドン・サウス・バンク大学）卒業。1993年ロンドン・サウス・バンク大学名誉理学博士。
1970年山崎製パン取締役、1979年1月常務、1979年3月代表取締役社長。1994年4月ヴィ・ド・フランス・ヤマザキ会長兼務、1999年3月ヤマザキナビスコ会長兼務、2006年3月デイリーヤマザキ会長兼務、2006年7月東ハト代表取締役会長兼務。2016年ヤマザキビスケット取締役会長兼務。この間、1996年から日本パン工業会会長を連続12期在任。1997年から総理府食料・農業・農村基本問題調査会委員。
1,000億円台にすぎなかった山崎パンの売り上げを、社長在任中に急増させ、連結売上高1兆円規模の食品コンツェルンに拡大させた。救済型M&Aで東ハトや不二家も子会社化。
現在食品業界トップにあり、不二家問題でもその動向が注目され、衛生管理など業務支援に乗り出し、2007年6月不二家取締役相談役就任。翌2008年不二家を山崎製パンの子会社化する。その他、飯島記念食品科学振興財団評議員会会長、国際開発救援財団理事長、国際NGO団体『ワールド・ビジョン』の日本支部である『ワールド・ビジョン・ジャパン』の副理事長などを勤める。
日本ホーリネス教団に所属するキリスト教徒である。2000年フランス共和国農事功労章受章。2003年藍綬褒章受章。2015年紺綬褒章受章。2016年堤恒雄記念賞受賞。2023年食料産業特別貢献大賞受賞。

## 親族
- 父 飯島藤十郎 山崎製パン創業者・初代社長
- 母 飯島和 元山崎製パン名誉顧問、元スーパーヤマザキ社長
- 長男 飯島幹雄 山崎製パン取締役副社長、元東ハト社長
- 二男 飯島佐知彦 元山崎製パン取締役副社長、元スーパーヤマザキ社長
- 弟 飯島茂彰 ヤマザキビスケット社長
- 義弟 吉田輝久（妹の夫） 元山崎製パン専務取締役
- 叔父

飯島正男 元山崎製パン取締役
飯島一郎 山崎製パン第2代社長
飯島良男 元ヤマザキナビスコ社長
尾森雄 元山崎製パン取締役
- 叔母

山崎裕代 元山崎製パン取締役

## 著書
- 『山上の垂訓に隠された生命の道』いのちのことば社、2012年（ジュリアン・N・飯島名義）